# حبیب ماجری
حبیب ماجری (انگلیسی: Habib Majeri؛ زادهٔ ۱۴ دسامبر ۱۹۵۱) بازیکن فوتبال اهل تونس بود.
از باشگاه‌هایی که در آن بازی کرده‌است می‌توان به باشگاه فوتبال الملعب تونس اشاره کرد.
وی همچنین در تیم ملی فوتبال تونس بازی کرده‌است.